# モーハン口岸
モーハン口岸（モーハンこうがん、磨憨口岸）は、中華人民共和国雲南省シーサンパンナ・タイ族自治州勐臘県磨憨鎮とラオスルアンナムター県ボーテンの間に位置する国境検問所。開門時間は8時から17時まで。車両消毒のためのシャワーゲートがある。X線車両検査システムが設置されている。

## 概要
甘粛省蘭州市からG213国道が結ぶ。G213国道は昆明からはアジアハイウェイ3号線の一部になっている。

## 雲南省内における他の国境施設
- 打洛口岸（雲南省・シーサンパンナ・タイ族自治州・勐海県）